# دالة القواسم

دالة القواسم (σ_{0}(n حتى n = 250

دالة سيغما (σ_{1}(n حتى n = 250

في الرياضيات وبالتحديد في نظرية الأعداد، دالة القواسم (بالإنجليزية: Divisor function)‏ هي دالة حسابية تتعلق بقواسم عدد صحيح ما. تساوي هذه الدالة عددَ قواسم عدد طبيعي ما n، بما فيهن الواحد والعدد نفسه. تظهر هذه الدالة في العديد من المتطابقات المهمة، منها العلاقة التي تربط دالة زيتا لريمان بمتسلسلة أيزنشتاين للأشكال النمطية.
درس هذه الدالةَ عالم الرياضيات الهندي سرينفاسا أينجار رامانجن. انظر إلى مجموع رامانجن.

## تعريف
مجموع دالة القواسم الموجبة{\displaystyle \sigma _{x}(n)}، لعدد حقيقي أو مركب x، يُعرَّف على أنه مجموع القوى x للقواسم الموجبة لـ n. يمكن التعبير عنها في رمز سيغما ك:
{\displaystyle \sigma _{x}(n)=\sum _{d|n}d^{x}\,\!,}
حيث {\displaystyle d|n} هو اختزال ل«d يقسم n». عندما تكون x تساوي 1 تسمي الدالة دالة سيغما أو دالة مجموع القواسم،[بحاجة لمصدر]وغالبًا ما يتم حذف الرمز المنخفض، لذا {\displaystyle \sigma _{1}(n)} هي بالضبط مثل {\displaystyle \sigma (n)}.

## مثال
σ0(12) هي عدد قواسم العدد 12.
{\displaystyle {\begin{aligned}\sigma _{0}(12)&=1^{0}+2^{0}+3^{0}+4^{0}+6^{0}+12^{0}\\&=1+1+1+1+1+1=6,\end{aligned}}}